# Gottfried Wilhelm Lehmann

Gottfried Wilhelm Lehmann

Gottfried Wilhelm Lehmann (* 23. Oktober 1799 in Hamburg; † 21. Februar 1882 in Berlin) war ein deutscher Kupferstecher und später Gründer und Pastor der ersten Baptistengemeinde in Berlin. Er gehört neben Johann Gerhard Oncken und Julius Köbner zu den Gründungsvätern der deutschen Baptisten.

## Leben
Lehmann wurde in Hamburg geboren, wuchs aber in Berlin auf, wo sein Vater Gottfried Arnold Lehmann (1766–1819) seit 1800 als Kupferstecher wirkte. In der Hoffnung, einmal den Betrieb seines bis dahin kinderlosen Onkels übernehmen zu können, begann er in dessen Handwerksbetrieb im ostfriesischen Leer eine Sattlerlehre. Er fand in diesen Jahren Kontakt zu einem Konventikel junger Männer und besuchte erweckliche Erbauungsversammlungen, die in verschiedenen Privathäusern stattfanden. In seinem Notizbuch finden sich eine Reihe von Namen aus dem Freundes- und Mitgliederkreis der Brüdergemeine, darunter auch der des Herrnhuter Predigers Jakob Friedrich Plessing.
Die Hoffnung, den Betrieb seines Onkels zu übernehmen, zerschlug sich aus verschiedenen Gründen. Lehmann kehrte nach Berlin zurück und begann 1819 an der Berliner Akademie der Künste bei Johann Gottfried Schadow eine Ausbildung zum Kupferstecher und Lithographen. Seine religiöse Heimat war zunächst die böhmisch-lutherische Gemeinde in der Bethlehemskirche in der Berliner Friedrichstadt, von deren Prediger Johannes Jaenicke er einen Porträtstich anfertigte. Durch seine Ehefrau Maria Johanna Eleonora, geborene Eichner, die er am 26. Oktober 1827 geheiratet hatte, lernte Lehmann die Herrnhuter Brüdergemeine kennen, deren gottesdienstliches Leben ihn ebenfalls sehr beeindruckte. Er war in verschiedenen Vereinigungen der Erweckungsbewegung aktiv, darunter dem von Samuel Elsner gegründeten Hauptverein für christliche Erbauungsschriften in den preußischen Staaten und (als Sekretär) in dem von Friedrich Wilhelm Georg Kranichfeld geleiteten Enthaltsamkeitsverein.
Bei einer Reise nach Leer 1835 lernte er in Hamburg Johann Gerhard Oncken kennen, der dort soeben die erste deutsche Baptistengemeinde gegründet hatte. Nach intensiver Beschäftigung mit dem baptistischen Tauf- und Gemeindeverständnis lud er Oncken 1837 nach Berlin ein und ließ sich dort am Pfingstsonntag von ihm taufen. Mit einigen ebenfalls von Oncken Getauften gründete er die erste preußische Baptistengemeinde in Berlin und wurde deren Pastor und Ältester. Hierzu ließ er sich 1840 in England ordinieren. Seine Gemeinde wurde nach anfänglichen Schwierigkeiten mit den Behörden ab 1854 auf Betreiben von Christian Karl Josias von Bunsen von König Friedrich Wilhelm IV. protegiert, konnte aber erst 1879 die Korporationsrechte erlangen.

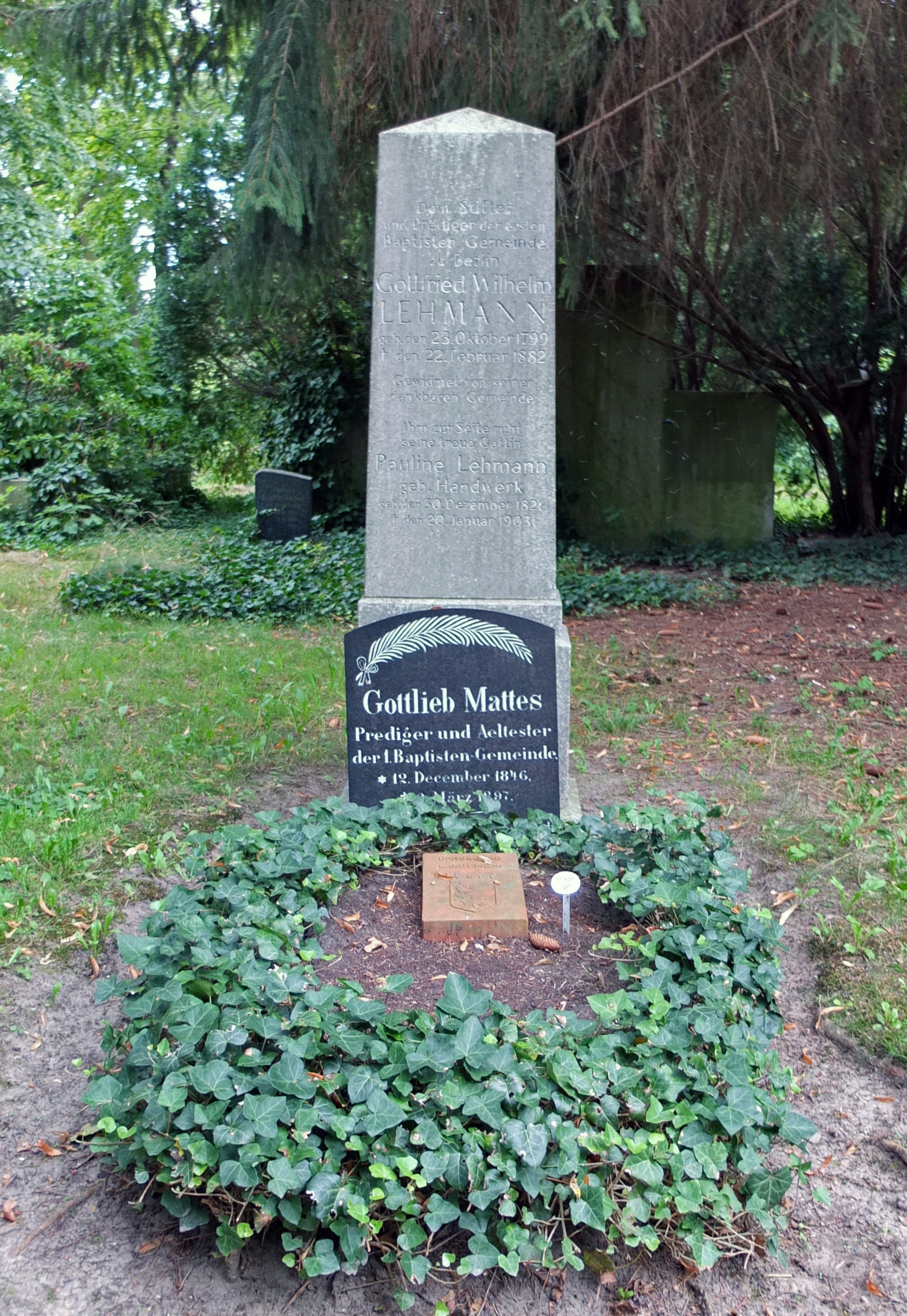
Grabstätte auf dem Luisenstadt-Friedhof in Berlin-Kreuzberg

Gottfried Wilhelm Lehmann starb 1882 und erhielt ein Ehrengrab auf dem Evangelischen Friedhof Luisenstadt I in Berlin-Kreuzberg. Er hatte drei Töchter und vier Söhne, darunter den Theologen Joseph Lehmann.

## Bedeutung
Gottfried W. Lehmann brachte in die noch junge deutsche Baptistenbewegung die pietistische Frömmigkeit ein. Noch heute ist Lehmanns Einfluss auf das Gemeinschaftsleben, das Liedgut und den Frömmigkeitsstil der Baptisten bemerkbar. Mit seiner lutherischen Sakramentsauffassung konnte sich Lehmann allerdings nicht gegen den calvinistisch geprägten Oncken durchsetzen. 
Auch die Außenmission der deutschen Baptisten hat ihre Wurzeln bei Lehmann. Die stärkste Bedeutung für die junge Freikirche gewann Lehmann allerdings dadurch, dass er sich an höchster Stelle für die religiöse Duldung seiner Kirche einsetzte. Erst 1875 wurde diese in Preußen gesetzlich verankert. Auch der erste regionale Zusammenschluss der deutschen Baptisten – die „Vereinigung Preußen“ – geht auf Lehmanns Arbeit zurück. Diese Vereinigung, gegründet 1848, wurde zum Modell des 1849 gegründeten nationalen Baptistenbundes (heute: Bund Evangelisch-Freikirchlicher Gemeinden).
Gemeinsam mit dem Pfarrer Eduard Kuntze betrieb Lehmann 1851 die Gründung des deutschen Zweigs der Evangelischen Allianz.